# Altpreußisches Garnisonregiment No. X (1756)
Das Garnisonbataillon Nr. X war ein Infanterieverband der Preußischen Armee mit Stationierungsort Ottmachau.

## Geschichte
Im Jahr 1742 wurde im ganzen Reich Männer geworben, um in der Kurmark das Garnisonregiment Nr. X zu errichten. Es wurde mit zehn Musketier- und zwei Grenadier-Kompanien errichtet. Der preußische König Friedrich II. hatte zunächst den Oberst Georg Ewald von Puttkamer als Chef vorgesehen, dieser bekam aber dann das Garnisonregiment Nr. 11, so wurde statt seiner Generalmajor von Rittberg zum Chef ernannt. Die Grenadier-Kompanien wurden 1752 auf Feld-Etat gesetzt und kam zum stehenden Grenadier-Bataillon Nr. 5. Mit Beginn des Siebenjährigen Krieges im Jahr 1756 wurde das Regiment um 10 Kompanien vergrößert. Es nahm 1758 mit Auszeichnung an der Belagerung von Neisse teil.
Im Jahr 1787 gab das Regiment zwei Kompanien an das neuerrichtete Füsilier-Bataillon Nr. 13 (1806 Nordeck zur Rabenau, Niederschlesische Füsilier Brigade, es löste sich bereits im Gefecht bei Saalfeld auf) ab.
Bei seiner Auflösung im Jahr 1788 kamen jeweils drei Kompanien an die Depotbataillone der Infanterie Regimenter Nr.  33, 40, 42, 47 und
49. Zudem kam eine Kompanie in das Infanterieregiments Nr. 37.

## Chefs
- 1742 Oberst von Puttkamer, erhielt das Garnisonsregiments Nr. 11
- 1743–1747 Generalmajor von Rittberg
- 1747–1766 Oberst von Blankensee
- 1766–1780 Generalmajor von der Mülbe
- 1780–1786 Oberst von Könitz, erhielt das Infanterieregiment Nr. 17
- 1786 Generalmajor von Naumer
- 1786–1788 Oberst von Oven